# 翼皇后
翼皇后(よくこうごう、生没年不詳) は景祖翼皇帝ギオチャンガの妻で、清の開祖ヌルハチの祖母。
出自は不明で、事績もあまり良く伝わっていない。
子は清宣皇帝タクシ。
順治5年（1648年）に順治帝がギオチャンガを景祖翼皇帝として追封した際に、同時に翼皇后と諡号された。

## 伝記資料
- 『清史稿』
- 『満洲実録』